# Diplocentrus melici
Espèce
Diplocentrus melici est une espèce de scorpions de la famille des Diplocentridae.

## Distribution
Cette espèce est endémique du Veracruz au Mexique. Elle se rencontre vers Actopan.

## Description
Le mâle holotype mesure 60,11 mm et la femelle paratype 53,06 mm.

## Étymologie
Cette espèce est nommée en l'honneur d'Antonio Melic.

## Publication originale
- Armas, Martin-Frias & Berea, 2004 : Nuevo Diplocentrus Peters, 1861 (Scorpionidae: Diplocentrinae) del Estado de Veracruz, México. Revista ibérica de aracnología, vol. 10, p. 275-280 (texte intégral).